# Elecciones parlamentarias de Yibuti de 1987
Las elecciones parlamentarias de Yibuti de 1987 tuvieron lugar el 24 de abril del mencionado año con el objetivo de renovar los 65 escaños de la Asamblea Nacional, que ejercería sus funciones por el período 1987-1992. Se trató de las segundas elecciones parlamentarias que tenían lugar desde la independencia del país en 1977, y se realizaron al mismo tiempo que las elecciones presidenciales.
Al momento de las elecciones, el país era un estado de partido único con la Agrupación Popular para el Progreso (RPP), del presidente  como única fuerza política legal. La RPP presentó una lista única de 65 candidatos a la Asamblea Nacional y la población podía votar por ella o anular su voto. En los comicios presidenciales paralelos se empleó el mismo sistema, y Hassan Gouled Aptidon fue reelegido sin oposición para un tercer mandato consecutivo. De acuerdo con los resultados publicados por el gobierno, el 88,69% de los electores votó en las elecciones parlamentarias, una ligera caída respecto a las anteriores elecciones. De estos votantes, un 98,57% votaron a la lista del RPP, mientras que un 1,43% emitió un voto no válido.
Las elecciones de 1987 fueron las últimas elecciones en Yibuti bajo un sistema de partido único formal, ya que el multipartidismo sería restablecido con el referéndum constitucional de 1992 y las elecciones parlamentarias ese mismo año verían al menos un partido opositor compitiendo. Asimismo, se trató de la primera y única ocasión hasta la fecha en la que las elecciones presidenciales y parlamentarias en Yibuti se han llevado a cabo el mismo día.

## Sistema electoral
Los comicios tuvieron lugar bajo la constitución de 1977 y la Ley Electoral de octubre de 1981. Bajo las disposiciones legales vigentes, Yibuti era una república presidencialista de partido único, con la Agrupación Popular para el Progreso como única formación política legal. La Asamblea Nacional, órgano legislativo unicameral, estaba compuesto por 65 escaños elegidos para un mandato de cinco años. En teoría, el sistema era de escrutinio mayoritario plurinominal, en el cual se presentarían múltiples listas de 65 candidatos con todo el país como única circunscripción y la más votada se quedaría la totalidad de los escaños. Sin embargo, la institución de la RPP como partido único anuló de manera efectiva toda competitividad o utilidad fáctica al resultado de la elección, pues se presentaría a los votantes una lista del RPP y estos decidirían si votarla o anular su voto. De este modo, la elección pasó a ser simplemente una ratificación simbólica.
Todo ciudadano yibutiano mayor de dieciocho años tendría derecho a voto. Asimismo, los ciudadanos que fueran electores cualificados, tuvieran veintitrés años de edad o más y un historial judicial limpio, hubieran residido en Yibuti durante al menos cinco años y supieran leer, escribir y hablar francés o árabe con fluidez eran elegibles para ser elegidos miembros de la Asamblea Nacional. La presentación de la lista única del RPP debía realizarse veintiún días antes de la elección. Determinados funcionarios públicos o gubernamentales, los jueces y sus suplentes y los miembros de las fuerzas armadas, policiales y de seguridad no podrán ser miembros del legislativo mientras ocuparan estos cargos y durante los dos años siguientes a su cese en los mismos.

## Resultados

### Nivel general
|  | 100.00 % |

|  | 98.57 % |

|  | 1.43 % |

|  | 100.00 % |

|  | 88.69 % |

### Diputados electos
Los diputados constituyeron la tercera legislatura de la Asamblea Nacional.
| Nombre                      | Partido | Partido                                   |
| --------------------------- | ------- | ----------------------------------------- |
| Abdallah Chirwa Djibril     |         | Agrupación Popular para el Progreso (RPP) |
| Abdi Dousiye Ali            |         | Agrupación Popular para el Progreso (RPP) |
| Abdi Mahamoud Kochin        |         | Agrupación Popular para el Progreso (RPP) |
| Abdoulkader Ahmed Liban     |         | Agrupación Popular para el Progreso (RPP) |
| Abdoulkader Mohamed Dileita |         | Agrupación Popular para el Progreso (RPP) |
| Abdoulkader Waberi Askar    |         | Agrupación Popular para el Progreso (RPP) |
| Abdoulwahab Ali Oudoun      |         | Agrupación Popular para el Progreso (RPP) |
| Aboubaker Asso Andyo        |         | Agrupación Popular para el Progreso (RPP) |
| Ahmed Aouled Wais           |         | Agrupación Popular para el Progreso (RPP) |
| Ahmed Boulaleh Barreh       |         | Agrupación Popular para el Progreso (RPP) |
| Ahmed Dini Mohamed          |         | Agrupación Popular para el Progreso (RPP) |
| Ahmed Hassan Liban          |         | Agrupación Popular para el Progreso (RPP) |
| Ali Ahmed Omar              |         | Agrupación Popular para el Progreso (RPP) |
| Ali Guedi Amareh            |         | Agrupación Popular para el Progreso (RPP) |
| Ali Hersi Djireh            |         | Agrupación Popular para el Progreso (RPP) |
| Ali Ibrahim Osman           |         | Agrupación Popular para el Progreso (RPP) |
| Ali Mahamade Houmed         |         | Agrupación Popular para el Progreso (RPP) |
| Ali Mohamed Awad            |         | Agrupación Popular para el Progreso (RPP) |
| Atteyeh Ismael Wais         |         | Agrupación Popular para el Progreso (RPP) |
| Barkat Gourat Hamadou       |         | Agrupación Popular para el Progreso (RPP) |
| Daher Osman Omar            |         | Agrupación Popular para el Progreso (RPP) |
| Dileita Mahamed Moussa      |         | Agrupación Popular para el Progreso (RPP) |
| Djama Djilal Djama          |         | Agrupación Popular para el Progreso (RPP) |
| Elmi Ali Ardeh              |         | Agrupación Popular para el Progreso (RPP) |
| Fahmi Ahmed Mohamed         |         | Agrupación Popular para el Progreso (RPP) |
| Gadito Hassanle Houmed      |         | Agrupación Popular para el Progreso (RPP) |
| Gourad Mohamed Hamadou      |         | Agrupación Popular para el Progreso (RPP) |
| Habib Mohamed Loita         |         | Agrupación Popular para el Progreso (RPP) |
| Hamadou Hassan Ahmed        |         | Agrupación Popular para el Progreso (RPP) |
| Hamadou Taabis Bilan        |         | Agrupación Popular para el Progreso (RPP) |
| Hassan Elmi Gueldon         |         | Agrupación Popular para el Progreso (RPP) |
| Hassan Farah Miguil         |         | Agrupación Popular para el Progreso (RPP) |
| Houssein Aden Doualeh       |         | Agrupación Popular para el Progreso (RPP) |
| Hubert Ismael Bileh         |         | Agrupación Popular para el Progreso (RPP) |
| Ibiro Ahmed Hamadou         |         | Agrupación Popular para el Progreso (RPP) |
| Ibrahim Ahmed Bouraleh      |         | Agrupación Popular para el Progreso (RPP) |
| Ibrahim Chehem Hassan       |         | Agrupación Popular para el Progreso (RPP) |
| Ibrahim Daoud Mohamed       |         | Agrupación Popular para el Progreso (RPP) |
| Ibrahim Idriss Djibril      |         | Agrupación Popular para el Progreso (RPP) |
| Idriss Harbi Farah          |         | Agrupación Popular para el Progreso (RPP) |
| Ismail Khaireh Sed          |         | Agrupación Popular para el Progreso (RPP) |
| Mahamed Barkat Abdillahi    |         | Agrupación Popular para el Progreso (RPP) |
| Mahamoud Del Wais           |         | Agrupación Popular para el Progreso (RPP) |
| Mahamoud Wais Adjab         |         | Agrupación Popular para el Progreso (RPP) |
| Mahdi Ibrahim Guireh        |         | Agrupación Popular para el Progreso (RPP) |
| Mohamed Abdo Mohamed        |         | Agrupación Popular para el Progreso (RPP) |
| Mohamed Absieh Samireh      |         | Agrupación Popular para el Progreso (RPP) |
| Mohamed Aden Waberi         |         | Agrupación Popular para el Progreso (RPP) |
| Mohamed Ali Mohamed         |         | Agrupación Popular para el Progreso (RPP) |
| Mohamed Dato Mohamed        |         | Agrupación Popular para el Progreso (RPP) |
| Mohamed Kamil Mohamed       |         | Agrupación Popular para el Progreso (RPP) |
| Mohamed Saido Dimbiyo       |         | Agrupación Popular para el Progreso (RPP) |
| Mohamed Ibrahim Sultan      |         | Agrupación Popular para el Progreso (RPP) |
| Moumin Bahdon Farah         |         | Agrupación Popular para el Progreso (RPP) |
| Moussa Ahmed Idriss         |         | Agrupación Popular para el Progreso (RPP) |
| Moussa Baragoit Daoud       |         | Agrupación Popular para el Progreso (RPP) |
| Moussa Bouraleh Robleh      |         | Agrupación Popular para el Progreso (RPP) |
| Noel Abdi Jean-Paul         |         | Agrupación Popular para el Progreso (RPP) |
| Omar Ahmed Youssouf         |         | Agrupación Popular para el Progreso (RPP) |
| Omar Farh Iltireh           |         | Agrupación Popular para el Progreso (RPP) |
| Othman Goyta Moussa         |         | Agrupación Popular para el Progreso (RPP) |
| Ougoureh Hassan Ibrahim     |         | Agrupación Popular para el Progreso (RPP) |
| Robleh Obsieh Bouh          |         | Agrupación Popular para el Progreso (RPP) |
| Said Ibrahim Badoul         |         | Agrupación Popular para el Progreso (RPP) |
| Said Mohamed Hassan         |         | Agrupación Popular para el Progreso (RPP) |
| Wahib Issa Ali              |         | Agrupación Popular para el Progreso (RPP) |